# Omanolidia keiferi
Omanolidia keiferi är en insektsart som beskrevs av Nielson 1982. Omanolidia keiferi ingår i släktet Omanolidia och familjen dvärgstritar. Inga underarter finns listade i Catalogue of Life.